# Tutnjevac (Ugljevik)
Pour les articles homonymes, voir Tutnjevac.
Tutnjevac (en serbe cyrillique : Тутњевац) est un village de Bosnie-Herzégovine. Il est situé dans la municipalité d'Ugljevik et dans la république serbe de Bosnie. Selon les premiers résultats du recensement bosnien de 2013, il compte 1 146 habitants.

## Histoire
Sur le territoire du village de Tutnjevac ont été découverts trois sites remontant à l'Empire romain.

## Démographie

### Évolution historique de la population dans la localité
| 1948 | 1953 | 1961 | 1971  | 1981  | 1991  | 2013  |
| ---- | ---- | ---- | ----- | ----- | ----- | ----- |
| -    | -    | -    | 1 603 | 1 558 | 1 489 | 1 146 |

|  |